# Saison 1910-1911 de la Juventus FC
Maillots
Chronologie
Saison précédente Saison suivante
La saison 1910-1911 du Foot-Ball Club Juventus est la douzième de l'histoire du club, créé quatorze ans plus tôt en 1897.
Le club de la ville de Turin participe cette année à la 14e édition du championnat d'Italie (appelé à l'époque Première catégorie).

## Historique
Au cours de cette nouvelle saison, emmenée par Carlo Vittorio Varetti, président du club depuis quatre ans, les turinois du Foot-Ball Club Juventus participent officiellement au campionato di Prima categoria 1910-1911, tournoi qui ne se dispute qu'entre équipes ligures, lombardes et piémontaises (le tournoi fut également nommé campionato Ligure-Lombardo-Piemontese) ou le vainqueur rencontrait celui du tournoi Veneto-emiliano (composé d'équipes de Vénétie et d'Émilie-Romagne).
Essayant d'améliorer leur 3e place de la saison précédente, quelques nouveaux joueurs viennent tenter de renforcer l'effectif bianconero, avec les suisses Füller, Karl Aegli et Geisser, l'irlandais Matts Kunding (premier irlandais du club), ainsi que les italiens Mario Nevi, Benigno Dalmazzo, Enea Zuffi.
Durant cette saison, on note également le passage de main de Varetti, un des treize créateurs du club, pour la présidence, assurée par Attilio Ubertalli à partir de 1911.

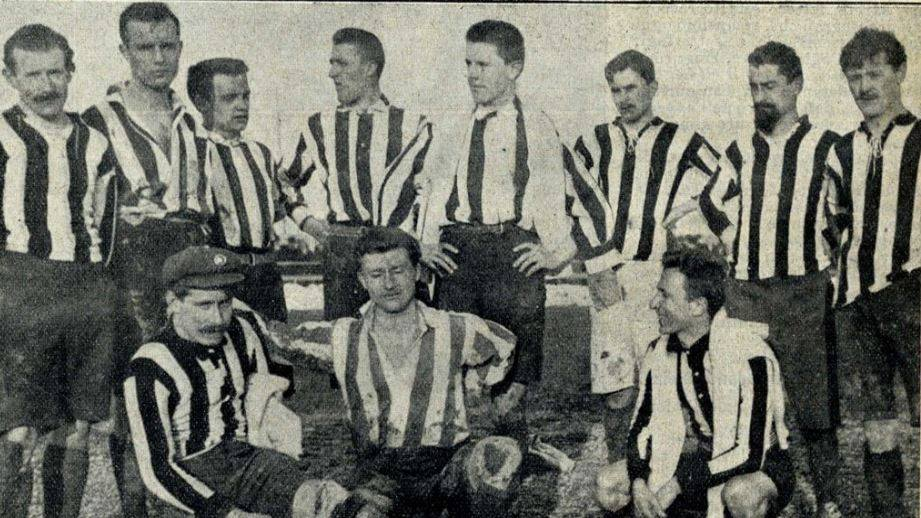
Les bianconeri de la saison

C'est le dimanche 27 novembre 1910 qu'a lieu la première rencontre de la saison, à domicile, se soldant sur un score de parité 1 but partout contre les turinois du Piemonte Football Club. Cherchant à se rattraper, le FBC Juventus s'impose contre l'Andrea Doria la semaine suivante 2-0 (avec un but de Ferraris et un autre de Geisser) la semaine suivante. Les juventini entament ensuite la pire série de leur histoire, avec 3 défaites consécutives, avant d'y mettre fin lors de la 6e journée contre le Piemonte (1 à 1, avec Besozzi comme buteur pour la Juve). Le 26 février, l'effectif bianconero perd son derby della Mole contre le Torino par 2 buts à 1 (réalisation de Maffiotti pour la Juve). Les bianconeri enchaînent ensuite une série de défaites et de matchs nuls, peinant à s'imposer dans ce tournoi à 9 équipes, avant d'enfin respirer, lors d'une partie comptant pour la 12e journée et une victoire 4-0 contre le Genoa CFC (triplé de Maffiotti et un but de Besozzi). Après ce bol d'air, les turinois subissent ensuite 4 défaites de suite (3 à 0 contre le Milan, 4 à 1 contre l'US Milanese, 4 à 2 contre Andrea Doria et 2 à 0 contre l'Inter Milan), qui terminent une bien triste saison, le Foot-Ball Club Juventus terminant ainsi la compétition avec 10 points, à la dernière place.
Le FBC Juventus termine donc cette saison 1911, sans doute la pire de la courte histoire du club, avec beaucoup de regrets, n'ayant pas pu terminer au-dessus de la 9e place.
Au cours de l'année 1911, le club participe à un tournoi amical international, le Trophée Sir Thomas Lipton,. Les juventini s'imposent d'abord contre le Foot-Ball Club Torino en demi-finale, avant de perdre la finale contre les Anglais du comté de Durham de West Auckland Town Football Club sur le score de 6-1, le 17 avril 1911.

## Déroulement de la saison

### Résultats en championnat
| dimanche 27 novembre 1910 1re journée | Juventus       | 1 - 1 | Piemonte   | Stadio di Corso Sebastopoli, Turin Arbitre : Radice |
| dimanche 27 novembre 1910 1re journée | Buteur inconnu |       | Berardo II | Stadio di Corso Sebastopoli, Turin Arbitre : Radice |

| dimanche 4 décembre 1910 2e journée | Andrea Doria | 0 - 2              | Juventus | Gênes Arbitre : Gama |
| dimanche 4 décembre 1910 2e journée |              | Ferraris · Geisser |          | Gênes Arbitre : Gama |

| dimanche 22 janvier 1911 3e journée | Juventus | 0 - 4                                           | Pro Vercelli | Stadio di Corso Sebastopoli, Turin Arbitre : Berardo |
| dimanche 22 janvier 1911 3e journée |          | 20e 27e Rampini · 33e Milano II · 75e Ferraro I |              | Stadio di Corso Sebastopoli, Turin Arbitre : Berardo |

| dimanche 29 janvier 1911 4e journée | Juventus | 0 - 2                        | Milan | Stadio di Corso Sebastopoli, Turin 15h15 Arbitre : Pasteur |
| dimanche 29 janvier 1911 4e journée |          | 7e Cevenini I · 85e Van Hege |       | Stadio di Corso Sebastopoli, Turin 15h15 Arbitre : Pasteur |

| dimanche 5 février 1911 5e journée | Juventus | 0 - 1        | US Milanese | Stadio di Corso Sebastopoli, Turin Arbitre : Calì |
| dimanche 5 février 1911 5e journée |          | 25e Boiocchi |             | Stadio di Corso Sebastopoli, Turin Arbitre : Calì |

| dimanche 12 février 1911 6e journée | Piemonte   | 1 - 1 | Juventus | Turin Arbitre : Colombo |
| dimanche 12 février 1911 6e journée | Follis 60e |       | Besozzi  | Turin Arbitre : Colombo |

| dimanche 26 février 1911 7e journée | Torino             | 2 - 1 | Juventus  | Campo Piazza d'Armi, Turin Arbitre : Magni |
| dimanche 26 février 1911 7e journée | Caldelli · Capello |       | Maffiotti | Campo Piazza d'Armi, Turin Arbitre : Magni |

| dimanche 12 mars 1911 8e journée | Inter Milan | 1 - 1 | Juventus     | Milan |
| dimanche 12 mars 1911 8e journée | Winter 36e  |       | (csc) Viganò | Milan |

| dimanche 19 mars 1911 9e journée | Genoa              | 3 - 0 | Juventus | Stadio Marassi, Gênes Arbitre : Scamoni |
| dimanche 19 mars 1911 9e journée | Murphy · Crocco II |       |          | Stadio Marassi, Gênes Arbitre : Scamoni |

| dimanche 26 mars 1911 10e journée | Pro Vercelli | 0 - 0 | Juventus | Verceil Arbitre : Scamoni |
| dimanche 26 mars 1911 10e journée |              |       |          | Verceil Arbitre : Scamoni |

| dimanche 2 avril 1911 11e journée | Juventus     | 1 - 3 | Torino                         | Stadio di Corso Sebastopoli, Turin Arbitre : Moda |
| dimanche 2 avril 1911 11e journée | Corbelli 41e |       | 52e Capello · 62e 80e Capra II | Stadio di Corso Sebastopoli, Turin Arbitre : Moda |

| dimanche 9 avril 1911 12e journée | Juventus                           | 4 - 0 | Genoa | Stadio di Corso Sebastopoli, Turin Arbitre : Ermolli |
| dimanche 9 avril 1911 12e journée | Maffiotti 5e 12e 26e · Besozzi 88e |       |       | Stadio di Corso Sebastopoli, Turin Arbitre : Ermolli |

| dimanche 23 avril 1911 13e journée | Milan                     | 3 - 0 | Juventus | Campo Milan di Porta Monforte, Milan Arbitre : Magni |
| dimanche 23 avril 1911 13e journée | Van Hege · Cevenini I 70e |       |          | Campo Milan di Porta Monforte, Milan Arbitre : Magni |

| dimanche 30 avril 1911 14e journée | US Milanese                 | 4 - 1 | Juventus  | Milan Arbitre : Colombo |
| dimanche 30 avril 1911 14e journée | Boiocchi · Cagliani · Pizzi |       | Maffiotti | Milan Arbitre : Colombo |

| dimanche 21 mai 1911 15e journée | Juventus         | 4 - 2 | Andrea Doria     | Stadio di Corso Sebastopoli, Turin |
| dimanche 21 mai 1911 15e journée | Buteurs inconnus |       | Buteurs inconnus | Stadio di Corso Sebastopoli, Turin |

| dimanche 28 mai 1911 16e journée | Juventus | 0 - 2             | Inter Milan | Stadio di Corso Sebastopoli, Turin Arbitre : Meazza |
| dimanche 28 mai 1911 16e journée |          | (csc) Hess · Gama |             | Stadio di Corso Sebastopoli, Turin Arbitre : Meazza |

#### Classement
|  |    | Classement final 1910-1911 | Pts | MJ | V  | N | D  | BP | BC | Dif |
|  | -- | -------------------------- | --- | -- | -- | - | -- | -- | -- | --- |
|  | 1. | Pro Vercelli               | 27  | 16 | 12 | 3 | 1  | 44 | 8  | +36 |
|  | 2. | Milan                      | 22  | 16 | 10 | 2 | 4  | 44 | 19 | +25 |
|  | 3. | Torino                     | 18  | 16 | 9  | 0 | 7  | 33 | 27 | +6  |
|  | 4. | Andrea Doria               | 16  | 16 | 8  | 0 | 8  | 28 | 30 | -2  |
|  | 5. | Genoa                      | 14  | 16 | 7  | 0 | 9  | 22 | 27 | -5  |
|  | 6. | Inter Milan                | 13  | 16 | 6  | 1 | 9  | 24 | 31 | -7  |
|  | 7. | Piemonte                   | 12  | 16 | 4  | 4 | 8  | 21 | 35 | -14 |
|  | 8. | US Milanese                | 12  | 16 | 6  | 0 | 10 | 19 | 45 | -26 |
|  | 9. | Juventus                   | 10  | 16 | 3  | 4 | 9  | 16 | 29 | -13 |

### Matchs amicaux
| dimanche 16 octobre 1910 | Juventus         | 2 - 2 | Inter            | Turin |
| dimanche 16 octobre 1910 | Buteurs inconnus |       | Buteurs inconnus | Turin |

| dimanche 23 octobre 1910 | Juventus       | 1 - 3 | Torino           | Turin |
| dimanche 23 octobre 1910 | Buteur inconnu |       | Buteurs inconnus | Turin |

| dimanche 5 mars 1911 | Casale | 0 - 0 | Juventus |  |
| dimanche 5 mars 1911 |        |       |          |  |

| mercredi 19 avril 1911 | Juventus         | 3 - 4 | Torino et West Auckland | Turin |
| mercredi 19 avril 1911 | Buteurs inconnus |       | Buteurs inconnus        | Turin |

#### Trofeo Città di Biella
| dimanche 13 novembre 1910 | Juventus | 0 - 1          | Torino | Turin |
| dimanche 13 novembre 1910 |          | Buteur inconnu |        | Turin |

#### Palla d'Oro Moet et Chandon
| jeudi 8 décembre 1910 | Juventus         | 2 - 1 | Inter          |  |
| jeudi 8 décembre 1910 | Buteurs inconnus |       | Buteur inconnu |  |

| dimanche 25 décembre 1910 | Juventus | 0 - 1          | Torino | Turin |
| dimanche 25 décembre 1910 |          | Buteur inconnu |        | Turin |

| dimanche 7 mai 1911 | Juventus | 0 - 0 | Piemonte | Turin |
| dimanche 7 mai 1911 |          |       |          | Turin |

#### Résultats au Trophée Sir Thomas Lipton
- Demi-finale

| Date inconnue | Juventus | score inconnu victoire de la Juventus | Torino | Turin |
| Date inconnue |          |                                       |        | Turin |

- Finale

| lundi 17 avril 1911 | Juventus       | 1 - 6 | West Auckland    | Turin |
| lundi 17 avril 1911 | Buteur inconnu |       | Buteurs inconnus | Turin |

#### Palla d'Oro
| dimanche 14 mai 1911 | Juventus         | 4 - 0 | Casale |  |
| dimanche 14 mai 1911 | Buteurs inconnus |       |        |  |

| jeudi 25 mai 1911 | Juventus         | 2 - 2 | Torino           | Turin |
| jeudi 25 mai 1911 | Buteurs inconnus |       | Buteurs inconnus | Turin |

## Effectif du club
Effectif des joueurs du Foot-Ball Club Juventus lors de la saison 1910-1911.

## Buteurs
| 6 buts - Silvio Maffiotti 2 buts - Angelo Besozzi | 1 but - Alfredo Ferraris - Ettore Corbelli - Geisser |